# Ivan Romanov
Ivan Romanov född Ivan Nikolajivitj Romanov 13 februari 1906 i Sibirien, död 16 september 1986 i Stockholm, var en svensk författare, tecknare, målare och grafiker.
Romanov uppger själv att han är ättling till det ryska furstehuset Romanov och uppfostrad till buddhistpräst i klostret O Mei på gränsen mellan Manchuriet och yttre Mongoliet. Där lärde han sig även att skulptera, teckna, gravera och gjuta votiva. Han kom till Sverige i mitten av 1930-talet och har här givit ut några böcker samt bedrivit undervisning i tibetiansk filosofi. 1950 illustrerade han Gustav Hedenvind-Erikssons En dröm i seklets natt. Det har gjorts gällande att Romanov i själva verket skulle vara identisk med Gabriele Hippolyte Alphonse Harlin född 1 februari 1911 i Frankrike.